# Praxites
Praxites (en llatí Praxitas, en grec antic Πραξίτας) fou un militar espartà.
L'any 393 aC estava estacionat com a polemarca a Sició. Els corintis Pasímel i Alcimanes, que volien restablir l'aliança amb Esparta, van oferir a Praxites deixar-lo entrar a la ciutat de nit darrera les muralles que unien Corint i Lekeion, el seu port. Els espartans van poder entrar així i en l'enfrontament de l'endemà amb les forces argives de Corint, els espartans van fer una gran matança.
Després d'aquesta victòria, els aliats espartans es van reunir amb Praxites i van destruir junts les muralles; després van creuar l'istme de Corint i van ocupar Sidos i Cròmmion, segons diu Xenofont.